# Кость (Румунія)
Кость, Кості (рум. Costi) — село у повіті Галац в Румунії. Входить до складу комуни Винеторі.
Село розташоване на відстані 191 км на північний схід від Бухареста, 8 км на північ від Галаца.

## Населення
За даними перепису населення 2002 року у селі проживали 622 особи, усі — румуни. Усі жителі села рідною мовою назвали румунську.